# 암페어 컴퓨팅
암페어 컴퓨팅 LLC(Ampere Computing LLC)는 클라우드 컴퓨팅 및 데이터 센터 환경에서 사용하기 위해 ARM 기반의 중앙 처리 장치(CPU)를 높은 코어 수로 설계하는 미국의 반도체 회사이다. 2017년 전 인텔 사장 르네 제임스가 설립했으며, 본사는 샌타클래라 (캘리포니아주)에 위치하고 있으며 칼라일 그룹을 포함한 투자 회사들의 지원을 받는 비공개 회사이다.

## 역사
암페어 컴퓨팅은 2017년 가을 인텔의 전 사장이었던 르네 제임스에 의해 칼라일 그룹의 자금 지원을 받아 설립되었다. 제임스는 회사를 설립하기 위해 MACOM Technology Solutions (이전 AppliedMicro)의 팀과 여러 업계 인력을 인수했다. 암페어 컴퓨팅은 ARM 아키텍처 라이선시이며 자체 서버 마이크로프로세서를 개발한다. 암페어는 제품을 TSMC에서 제조한다.
2019년 4월, 암페어는 ARM 홀딩스와 오라클 (기업)의 투자를 포함한 두 번째 주요 투자 라운드를 발표했다. 2019년 6월, 엔비디아는 Compute Unified Device Architecture (CUDA) 지원을 위해 암페어와 파트너십을 발표했다. 2019년 11월, 엔비디아는 암페어를 포함한 GPU 가속 ARM 기반 서버용 레퍼런스 디자인 플랫폼을 발표했다.
2020년 상반기에 암페어는 동시 멀티스레딩을 사용하지 않는 80코어 암페어 알트라와 128코어 암페어 알트라 맥스 프로세서를 발표했다.
2020년 3월, 이 회사는 오라클과 파트너십을 발표했다. 같은 해 9월, 오라클은 2021년 초에 암페어 알트라 기반의 베어메탈 및 가상 머신 인스턴스를 출시할 것이라고 밝혔다.
2020년 11월, 암페어는 CRN이 선정한 가장 유망한 반도체 스타트업 10곳 중 하나로 선정되었다.
2021년 5월, 이 회사는 마이크로소프트와 파트너십을 발표했다. 같은 해 7월, 암페어는 AI 기술 스타트업 OnSpecta를 인수했다. 인수 후, 이 회사들은 AI 추론 워크로드를 실행하는 암페어 기반 인스턴스에서 4배 더 빠른 가속을 시연할 수 있었다.
2022년 4월, 암페어는 미국 증권거래위원회에 기업 공개 의향을 알리는 기밀 투자 설명서를 제출했다고 밝혔다.
2022년 6월, HPE는 자사의 Gen11 ProLiant 시스템이 암페어 알트라 및 암페어 알트라 맥스 클라우드 네이티브 프로세서를 사용할 것이라고 발표했다.
2022년 7월, 구글은 구글 클라우드에서 암페어 알트라를 사용하는 T2A 인스턴스를 발표했고, 2022년 8월 마이크로소프트는 애저에서 실행되는 암페어 인스턴스를 발표했다.
2025년 3월 19일, 투자 지주 회사인 소프트뱅크 그룹은 암페어 컴퓨팅을 65억 달러에 인수할 것이라고 발표했다. 이 거래는 2025년 하반기에 마무리될 예정이다. 암페어는 산타클라라에 본사를 둔 독립 자회사로 남을 것이다.

## 제품
암페어는 알트라 브랜드로 ARM 기반 컴퓨터 프로세서와 CPU 코어를 개발한다. 이들은 데이터베이스, 미디어 인코딩, 웹 서비스, 네트워크 가속화, 모바일 게임, AI 추론 처리, 그리고 확장이 필요한 다른 애플리케이션 및 프로그램에 사용된다.
2018년 2월 5일, 암페어는 TSMC의 16FF+ 공정으로 제작된 32개의 스카이락 코어를 특징으로 하는 eMAG 8180을 발표했다. 이 제품은 최대 3.3GHz의 터보 주파수를 지원하며 TDP는 125W, 8채널 64비트 DDR4, 소켓당 최대 1TB DDR4, 그리고 42개의 PCIe 3.0 레인을 지원한다. 스카이락 코어는 AppliedMicro의 X-Gene 3를 기반으로 한다. Packet은 eMAG 8180과 128GB DRAM, 480GB SSD, 그리고 2개의 10Gbit/s 네트워킹을 갖춘 서버를 제공한다. 2018년 9월 19일, 암페어는 16개의 스카이락 코어를 특징으로 하는 버전의 가용성을 발표했다.

### 2020
2020년 3월 3일, 암페어는 하이퍼스케일 컴퓨팅용으로 TSMC의 N7 공정으로 제작된 80코어 암페어 알트라를 발표했다. 이 프로세서는 80개의 코어를 포함하는 최초의 서버급 프로세서이며, Q80-30은 사용 시 161W로 작동하여 전력을 절약한다. 코어는 암페어 수정이 포함된 세미커스텀 Arm Neoverse N1 코어이다. 이 제품은 최대 3.3GHz의 주파수를 지원하며 TDP는 250W, 8채널 72비트 DDR4, 소켓당 최대 4TB DDR4-3200, 128개의 PCIe 4.0 레인, 코어당 1MB L2 캐시 및 32MB SLC를 지원한다.
암페어는 또한 개발 중인 암페어 알트라 맥스 (2021)와 정의된 암페어원 (2022) 로드맵을 발표했다.

### 2021
128코어 알트라 맥스는 2021년에 출시되었으며 하이퍼스케일 클라우드 제공업체를 목표로 했다. 이 제품은 암페어 알트라와 동일한 서버 소켓 및 플랫폼을 사용하며, 두 제품 모두 코어당 하나의 스레드를 갖는다. 알트라 맥스 CPU는 칩당 128개의 Arm v8.2+ 코어를 제공하며 최대 3.0GHz로 실행된다. 또한 DDR4-3200 메모리의 8개 채널과 PCIe Gen4의 128개 레인을 지원한다.
또한 2021년에 오라클은 암페어 알트라 프로세서를 사용하여 오라클 클라우드 인프라스트럭처(OCI)를 출시했다.

### 2022
2022년 2월, 암페어와 Rigetti Computing은 하이브리드 양자-고전 컴퓨터를 만들기 위한 전략적 파트너십을 발표했다. 이 회사들은 클라우드 기반 고성능 컴퓨팅(HPC) 환경에서 암페어의 알트라 맥스 CPU를 Rigetti의 양자 처리 장치(QPU)와 결합할 것이다.
4월에 마이크로소프트는 암페어 알트라에서 실행되는 애저 가상 머신의 미리 보기를 공개했다. 이 VM은 스케일아웃 워크로드, 웹 서버, 애플리케이션 서버, 오픈 소스 데이터베이스, 클라우드 네이티브 .NET 애플리케이션, 자바 애플리케이션, 게임 서버, 미디어 서버 및 기타 프로세스를 실행한다.
5월에 암페어는 자체 개발한 암페어 코어를 기반으로 하는 5나노미터 칩인 암페어원 CPU의 샘플링을 발표했다. 암페어원은 DDR5 주 메모리 및 PCIe Gen5 주변 장치에 대한 지원을 추가할 것이다.
2022년 6월 28일, HPE는 서비스 제공업체 및 클라우드 네이티브 개발을 수용하는 기업을 위해 최적화된 클라우드 네이티브 실리콘을 제공하는 최초의 Tier-1 서버 제공업체가 되었으며, 새로운 HPE ProLiant RL Gen11 서버 라인에서 Ampere® Altra® 및 Ampere® Altra® Max 프로세서를 사용하여 높은 성능과 전력 효율성을 제공한다.

### 2023
2023년 4월, 암페어는 클라우드 개발자를 대상으로 하는 암페어 알트라 기반의 IoT 프로토타입 키트인 알트라 개발자 키트를 출시했으며, 32코어, 64코어, 80코어 형식으로 제공된다.

### 2024
2024년 5월, 암페어는 암페어원 로드맵을 256코어로 업데이트했다. 그리고 퀄컴과 CPU 및 가속기 분야에서 공동 노력을 발표했다.

## 고객
암페어의 고객으로는 마이크로소프트 애저, 텐센트 클라우드, 오라클, 바이트댄스, 휴렛 팩커드 엔터프라이즈 (HPE), Cloudflare, 에퀴닉스, 킹소프트 클라우드, 메이퇀, 스케일웨이, 유클라우드, 폭스콘 산업 인터넷, 기가바이트, 인스퍼, 크루즈, 헤츠너, 프로젝트 로닌, 위윈 및 구글 클라우드 플랫폼이 있다.
크루즈는 자율 주행 장치에 암페어 알트라 변형을 사용한다. 이 CPU는 처리량과 낮은 전력 소비 때문에 선택되었다.
2021년, 오라클, 마이크로소프트, 텐센트, 바이트댄스는 5월에 처음 발표된 암페어의 맞춤형 칩을 사용하기로 약정했다. 2022년 4월, 마이크로소프트는 새로운 애저 D- 및 E- 시리즈 가상 머신에서 암페어 알트라 프로세서를 미리 공개했다. Dpsv5 시리즈는 리눅스 엔터프라이즈 애플리케이션 유형을 위해 구축되었고, Epsv5 시리즈는 메모리 집약적인 리눅스 워크로드를 위한 것이다. 이들은 최대 64개의 vCPU를 제공하며, vCPU당 2GiB, 4GiB, 8GiB 메모리 구성의 VM 크기, 최대 40Gbit/s 네트워킹, 고성능 로컬 SSD 스토리지를 포함한다.
2022년, 마이크로소프트의 암페어 알트라 기반 애저 서버는 Arm SystemReady SR 인증을 받은 최초의 클라우드 솔루션 제공업체 서버가 되었다. 알트라 프로세서로 구동되는 애저 VM은 또한 SystemReady Virtual Environment 표준 인증을 받은 최초의 제품이었다. SystemReady는 소프트웨어 개발자, OEM(Original Equipment Manufacturer) 및 칩 제조업체를 위한 시스템 개발의 기준선으로 펌웨어 및 하드웨어 표준 세트를 정의한다.